# Rue de Lutèce
Rue de Lutèce är en gågata på Île de la Cité i Quartier Notre-Dame i Paris 4:e arrondissement. Gatan är uppkallad efter Lutetia, den romerska stad som låg där nu Paris är beläget. Rue de Lutèce börjar vid Place Louis-Lépine och slutar vid Boulevard du Palais 3. Gatan namngavs i oktober 1880.
På Rue de Lutèce restes år 1893 skulptören Alfred Bouchers staty över Théophraste Renaudot, men den förstördes år 1942.

## Bilder
| - Gatuskylt. - Rue de Constantine, dagens Rue de Lutèce, fotograferad år 1855. - Sainte-Chapelle. - Marché aux fleurs Reine-Elizabeth-II. |

## Omgivningar
- Notre-Dame
- Sainte-Chapelle
- Marché aux fleurs Reine-Elizabeth-II
- Rue Aubé
- Allée Célestin-Hennion

## Kommunikationer
- Tunnelbana – linje  – Cité
- Busshållplats Cité – Parvis Notre-Dame – Paris bussnät, linjerna 21 47 75

### Webbkällor
- ”Rue de Lutèce”. Mairie de Paris. https://web.archive.org/web/20190905052745/http://www.v2asp.paris.fr/commun/v2asp/v2/nomenclature_voies/Voieactu/5785.nom.htm. Läst 28 mars 2022.
- ”Rue de Lutèce (4ème arrondissement)”. Les rues de Paris. https://web.archive.org/web/20171107021154/http://www.parisrues.com/rues04/paris-04-rue-de-lutece.html. Läst 28 mars 2022.